# Clase Bismarck
La clase Bismarck estuvo compuesta por un par de acorazados construidos por la Kriegsmarine alemana poco antes del estallido de la Segunda Guerra Mundial. Fueron los mayores buques de guerra construidos por la armada alemana y dos de los buques capitales más pesados botados por cualquier armada europea. El Bismarck fue puesto en grada en julio de 1936 y completado en septiembre de 1940, mientras que su buque gemelo Tirpitz se comenzó en octubre de 1936 y sus trabajos finalizaron en febrero de 1941. Guardaban similitudes con los acorazados clase Bayern de la Primera Guerra Mundial, con los que compartían similar batería principal y blindaje. 
Ambos acorazados tuvieron un corto período de servicio. El Bismarck solo llevó a cabo una acción, de nombre en código Operación Rheinübung, que consistió en una salida al océano Atlántico en mayo de 1941 para atacar a los convoyes de suministros enviados de Norteamérica a Gran Bretaña. Durante la acción hundió al crucero de batalla británico HMS Hood y dañó gravemente al nuevo acorazado Prince of Wales en la batalla del Estrecho de Dinamarca. Tras una persecución de tres días la Real Armada Británica lo interceptó y hundió. La causa última de su pérdida es incierta, pues los supervivientes alemanes sostienen que ellos echaron a pique su acorazado.
La historia del Tirpitz fue menos dramática. Fue enviado a aguas noruegas en 1942, donde actuó como una flota en potencia amenazando los convoyes británicos hacia la Unión Soviética. Fue repetidamente atacado por la Real Armada británica con minisubmarinos y aviones bombarderos de la Real Fuerza Aérea británica. Finalmente, bombarderos Lancaster ingleses consiguieron hacerle blanco con dos enormes bombas Tallboy que le causaron graves destrozos internos e hicieron zozobrar el acorazado. Fue desguazado entre 1948 y 1957, aunque una gran parte de su proa permanece en el lugar en que fue hundido en 1944.

## Diseño de la claseBismarck
En 1932 se comenzaron una serie de diseños conceptuales para determinar las características ideales de un acorazado construido dentro del límite de las 35 000 toneladas impuestas por el Tratado Naval de Washington. Estos primeros estudios determinaron que el buque debía ser armado con ocho cañones de 330 mm, tener una velocidad máxima de 30 nudos (56 km/h) y contar con un fuerte blindaje de protección. El trabajo de diseño que alumbraría la clase Bismarck dio comienzo en 1933 y se prolongó hasta 1936. El junio de 1935 Alemania firmó el Acuerdo Naval Anglo-Germano, que permitió al país teutón construir acorazados hasta un porcentaje del 35 % del total de tonelaje de la Real Armada Británica. En ese momento Francia, que había comenzado un programa de expansión naval, era vista como la amenaza más probable, y no Gran Bretaña. Como resultado, el Bismarck y el Tirpitz fueron ideados para contrarrestar los nuevos acorazados franceses que se estaban construyendo en esos momentos. Durante el proceso de diseño hubo que responder una serie de cuestiones, como el calibre de la batería principal, el sistema de propulsión y el blindaje.
El factor decisivo para la adopción de los cañones de 380 mm para Bismarck y Tirpitz fue la decisión de la Marina Francesa de armar sus acorazados clase Richelieu con armas de ese calibre. Se decidió que cuatro torretas gemelas serían la mejor distribución para la batería principal, ya que proveerían igual potencia de fuego por proa y por popa, así como un simplificado control de fuego. Los constructores navales sopesaron emplear la propulsión diésel, el vapor y los motores turbo-eléctricos, y se decantaron por estos últimos, ya que habían sido de gran éxito en los dos portaaviones estadounidenses clase Lexington y en el transatlántico francés Normandie.

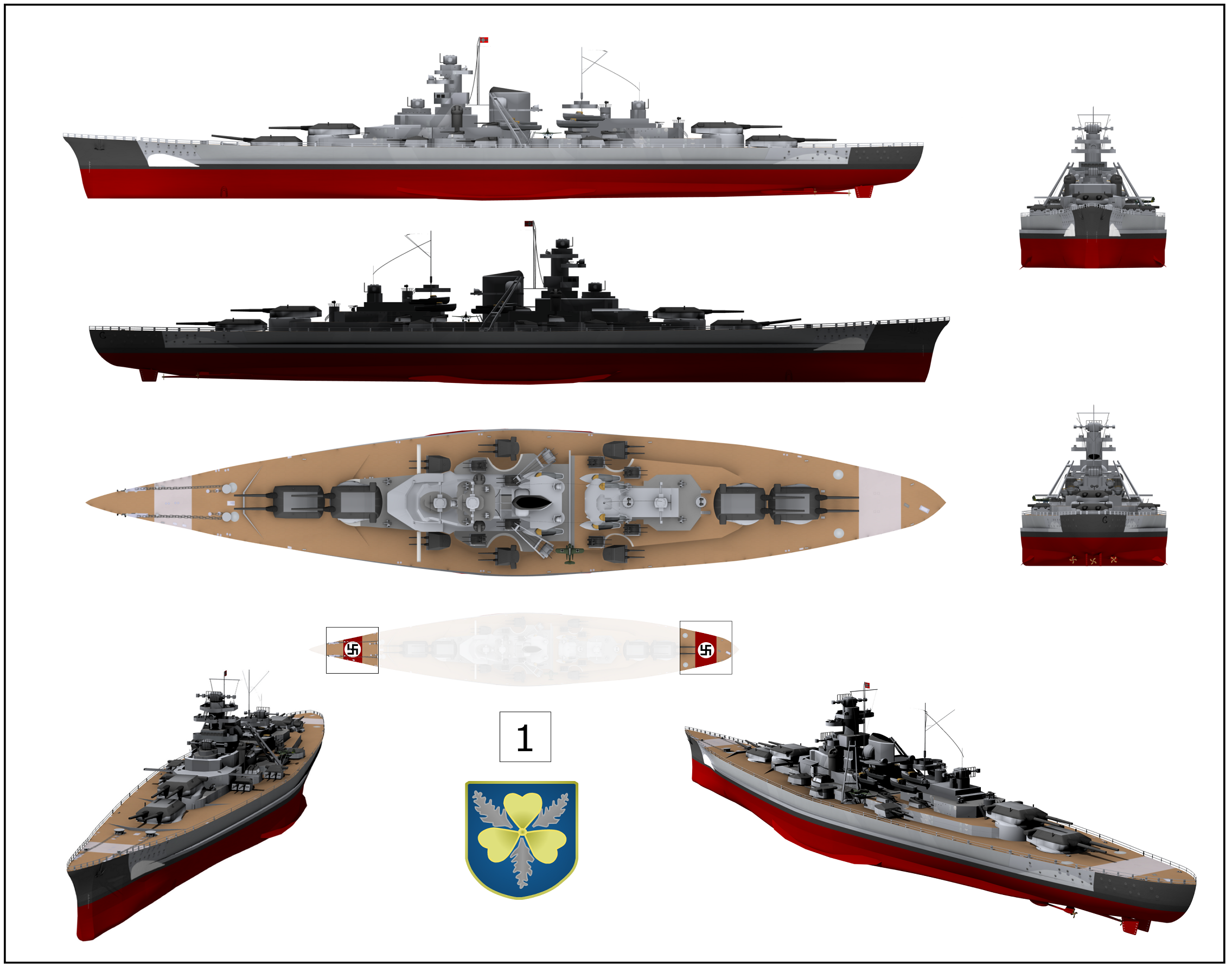
Planta y alzado del Bismarck.

Al equipo de diseño también se le pidió que los nuevos acorazados tuvieran gran autonomía de navegación, pues deberían hacer largos viajes desde los puertos alemanes hasta el Atlántico y la ausencia de bases alemanas en el extranjero no les permitiría repostar. Debido a la inferioridad numérica de la flota alemana y la presunción de que los combates navales tendrían lugar a distancias relativamente cortas en el mar del Norte, el diseño de los Bismarck puso gran énfasis en la estabilidad y el blindaje de protección. Se adoptaron cinturones acorazados verticales muy gruesos, además de pesadas planchas blindadas en la ciudadela superior y protección extensiva contra la metralla en la proa y la popa de los buques.
El desplazamiento del Bismarck y el Tirpitz fue limitado por la capacidad existente en las infraestructuras de los astilleros de Kiel y Wilhelmshaven, así como del canal de Kiel. El 11 de febrero de 1937 la Oficina de Construcción informó al Großadmiral Erich Raeder que los barcos no podrían desplazar más de 43 000 t debido a las limitaciones de los puertos y del canal. La Oficina también expresó su preferencia por la construcción de un tercer buque y el resto dentro de los límites de las 35 000 t del tratado. El almirante Werner Fuchs, jefe de la Oficina de Comando General del Alto Mando de la Marina, informó a Raeder y Adolf Hitler que serían necesarias una serie de modificaciones para reducir el desplazamiento y asegurar que los nuevos barcos reunían los requerimientos legales del Tratado Naval de Londres. Sin embargo, Japón rehusó firmar este tratado internacional, por lo que el 1 de abril de 1937 una cláusula permitió a sus firmantes construir barcos hasta un límite de 45 000 t. El desplazamiento final de 41 400 t de los clase Bismarck estaba dentro del nuevo límite, por lo que las modificaciones de Fuchs fueron descartadas.

### Características generales
Los acorazados clase Bismarck tenían una eslora total de 251 m y de 241,6 en la línea de flotación. Su manga alcanzaba los 36 m y su calado era de 9,3 m según los diseños, aunque en realidad su calado con desplazamiento estándar era de 8,63 m y de 9,9 m a plena carga. Los barcos tenían un desplazamiento de diseño 41 700 toneladas métricas, aunque con carga completa desplazaban 50 300 t. Contaban con un doble fondo que abarcaba el 83 % de la longitud del casco y veintidós compartimentos estancos. El 90 % de su construcción se hizo con soldadura, aunque su popa era considerablemente más débil, lo que tuvo fatales consecuencias en la primera y única misión de combate del Bismarck.
Eran barcos muy estables gracias a su generosa manga, sufrían solo un leve cabeceo y ondulación incluso en las aguas embravecidas del Atlántico Norte. Bismarck y Tirpitz eran muy sensibles a los giros de timón y eran capaces de maniobrar con vueltas de timón de solo 5°. Con el timón completamente virado solo escoraban 3°, pero perdían hasta un 65 % de su velocidad. Sin embargo, maniobraban mal a baja velocidad o en reversa, por lo que necesitaban de remolcadores para moverse en espacios de tamaño insuficiente para evitar colisiones o encallamientos. Tuvieron una dotación estándar de 103 oficiales y 1962 marineros, y portaban varias pequeñas embarcaciones, incluidos tres barcos de piquetes, cuatro barcazas, una lancha, dos pinazas, dos cúteres, dos yolas y dos botes.

### Propulsión

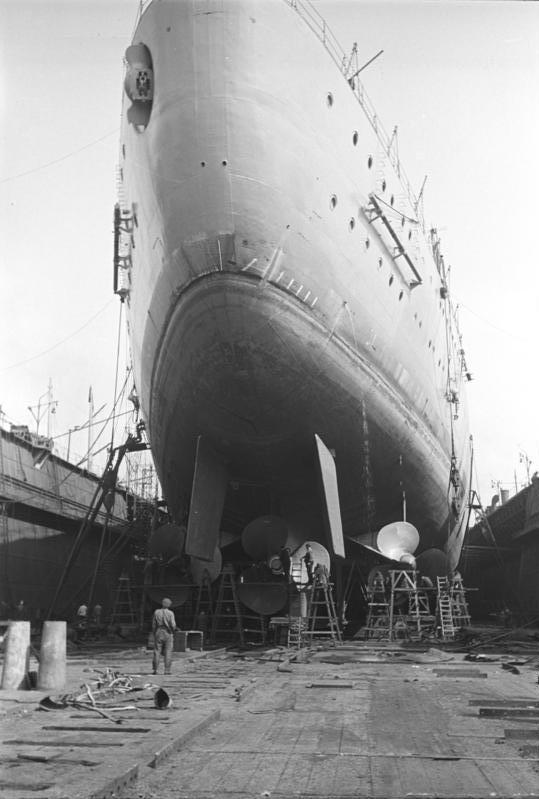
Popa y hélices del Bismarck.

Los dos acorazados clase Bismarck fueron propulsados por tres juegos de turbinas engranadas. Al Bismarck se le montaron turbinas Blohm & Voss, mientras que al Tirpitz unas Brown, Boveri, and Co. Cada juego de turbinas impulsaba una hélice de tres palas de 4,7 m de diámetro. Robert Ballard, descubridor del pecio del Bismarck, apuntó que la adopción de las tres hélices le causó serios problemas al acorazado, pues la central debilitó la quilla del barco, especialmente donde esta sobresalía del casco. Ballard opinó que una disposición de cuatro hélices le hubiera dado al barco mayor maniobrabilidad usando únicamente las revoluciones de los propulsores que el sistema de tres hélices.
A plena carga las turbinas de media y alta presión funcionaban a 2825 rpm, mientras que las de baja presión a 2390 rpm. Estas turbinas eran impulsadas por doce calderas Wagner de fueloil y alta presión, aunque los barcos tuvieron distintos depósitos de combustible. El Bismarck fue diseñado para portar 3200 t de fueloil, pero podía almacenar hasta 6400 t en configuración normal y con tanques extras esta cantidad se podía aumentar hasta 7400 t. El Tirpitz por su parte fue diseñado para transportar 3000 t de fueloil, y con tanques adicionales hasta 7780 t. La maquinaria consumía a plena potencia 0,325 kg de fuel por hora. A 19 nudos, el Bismarck podía navegar 8525 millas náuticas (15 788 km) y el Tirpitz un máximo de 8870 mn (16 430 km).
Inicialmente estaba previsto que las turbinas emplearan transmisión eléctrica, y podrían haber producido 46 000 CV (34 000 kW) cada una. Sin embargo, las turbinas engranadas eran más ligeras y tenían una construcción significativamente más robusta, y por ello disfrutaban de una ligera ventaja de rendimiento. Los acorazados montaron ocho generadores diésel de 500 kW dispuestos en cuatro pares, cinco turbogeneradores de 690 kW y uno de 460 kW, el último de los cuales iba conectado a un generador de 400 kVA CA. Otro generador diésel de 550 kVA proveía corriente alterna adicional. Toda esta planta eléctrica proporcionaba un total de 7910 kW a 220 voltios.

### Armamento

#### Batería principal
La batería principal del Bismarck y el Tirpitz consistió en ocho cañones de 380 mm SK C/34 montados en cuatro torretas gemelas: Anton y Bruno a proa, César y Dora a popa. Las torretas permitían una elevación de 30°, lo que daba a los cañones un rango máximo de 36 520 m. Estos cañones disparaban proyectiles de 800 kg a una velocidad de salida de 820 m por segundo. La batería principal contaba con un suministro de 940-960 proyectiles, unos 115-120 por cañón. Como otros cañones navales alemanes, fueron diseñados por Krupp y contaban con cuñas de deslizamiento en la recámara que necesitaban cartuchos de latón para las cargas propulsoras. En óptimas condiciones la cadencia de tiro era de un disparo cada 18 segundos, unos tres por minuto. Las torretas eran controladas eléctricamente y elevadas hidráulicamente por control remoto. Cada cañón requería volver a una elevación de 2,5° para ser recargado. Al Tirpitz se le proporcionaron proyectiles de activación temporal para combatir los repetidos ataques de bombarderos que sufrió.

#### Batería secundaria

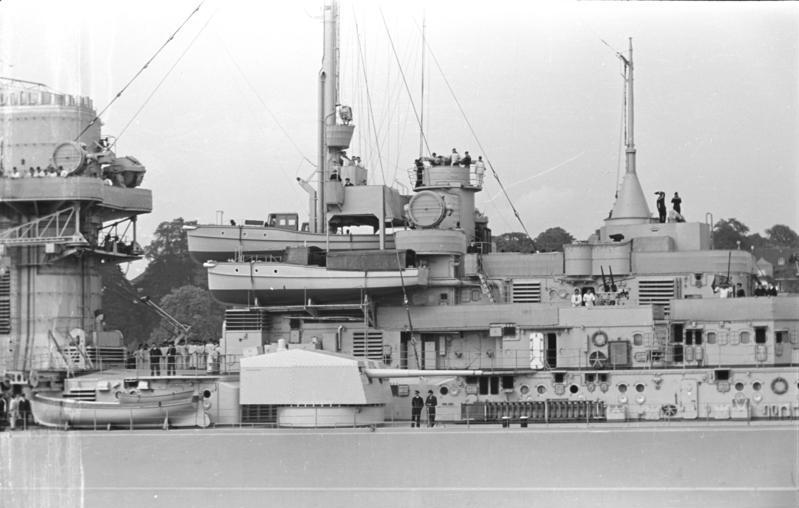
Una de las torretas de 150 mm del Bismarck.

Consistía en doce cañones de 150 mm SK C/28 montados en seis torretas gemelas. Eran cañones basados en las torretas individuales montadas en los acorazados clase Scharnhorst. Podían elevarse 40° y bajarse hasta -10° y tenían un ratio de fuego de unos seis disparos por minuto. Se cargaban con proyectiles de 45 kg disparados a una velocidad de salida de 875 m/s y podían alcanzar objetivos a 23 000 m. El Tirpitz también disparó con estos cañones proyectiles antiaéreos activados temporalmente.
La decisión de montar cañones de 150 mm de ángulo bajo ha sido criticada por historiadores navales como Anthony Preston, que afirmó que ello provocó «una gran penalización en peso», mientras que los acorazados británicos y estadounidenses eran equipados con cañones de doble propósito. Los historiadores navales William Garzke y Robert Dulin apuntan que «el uso de armamento de doble propósito habría aumentado el número de cañones antiaéreos, pero habría debilitado la defensa contra destructores, que los expertos navales alemanes consideraron más importante».

#### Batería antiaérea
Originalmente el Bismarck y el Tirpitz fueron equipados con una batería antiaérea de dieciséis cañones de 105 mm C/32 65 en ocho montajes gemelos, dieciséis de 37 mm C/30 en ocho montajes dobles y doce de 20 mm. Los de 105 mm eran los mismos que los usados a bordo de los clase Scharnhorst e iban dispuestos en la cubierta de la primera superestructura. Tras el hundimiento del Bismarck en 1941 los del Tirpitz se trasladaron más a proa para ampliar su campo de tiro. Estos dieciséis cañones eran dirigidos por cuatro directores de control de tiro: dos justo detrás de la torre de mando, un tercero situado a popa del palo mayor y el cuarto justo detrás de la torreta César. Los directores en el Tirpitz fueron posteriormente cubiertos por bóvedas de protección.
Los cañones de 37 mm se disponían en pareja sobre la superestructura, eran operados manualmente y estabilizaban automáticamente el balanceo y cabeceo del barco. Estos cañones eran suministrados con 32 000 rondas de munición. Los dos acorazados fueron armados de inicio con doce montajes individuales de 20 mm, aunque su número fue aumentado posteriormente: a 20 en el Bismarck y a 78, en montajes dobles y cuádruples, en el Tirpitz.

### Blindaje
Los barcos clase Bismarck contaron con un cinturón blindado de un espesor que iba desde los 220 a los 320 mm. La sección más gruesa cubría la parte central del navío, donde estaban las torretas centrales, los pañoles de munición y las salas de la maquinaria. Esta zona del cinturón era cubierta en ambos extremos por mamparos transversales de 220 mm de espesor. Los acorazados tenían una cubierta superior de 50 mm de grosor y una cubierta blindada de entre 100 y 120 mm en el centro del buque y que se afinaba hasta los 60 mm en proa y los 80 mm en popa. Sin embargo, la cubierta fue dispuesta muy baja en el casco, lo que redujo el volumen del espacio interior protegido por la ciudadela acorazada. Esto contrastaba con los acorazados Aliados coetáneos, que contaban con una única cubierta blindada dispuesta muy alta en el casco.
La torre de mando delantera tenía un techo de 200 mm y paredes de 350 mm, mientras que el telémetro se protegía bajo un techo de 100 mm y paredes de 200 mm. La torre de mando trasera estaba menos protegida, con un techo de solo 50 mm y laterales de 150 mm, al igual que el telémetro trasero, cubierto por una plancha de 50 mm por arriba y de 100 mm en las paredes. Las torretas de la batería principal estaban razonablemente bien protegidas con sus techos de 130 mm, laterales de 220 mm y caras de 360 mm. Sin embargo, estas planchas de protección eran menos gruesas que las de otros acorazados contemporáneos, como los británicos de clase King George V y los franceses de clase Richelieu. Por el contrario, las baterías secundarias estaban mejor protegidas que las de sus adversarios: las torretas de 150 mm tenían techo de 35 mm, laterales de 40 mm y caras de 100 mm, mientras que las de 105 mm estaban protegidas por escudos de 20 mm.

## Construcción

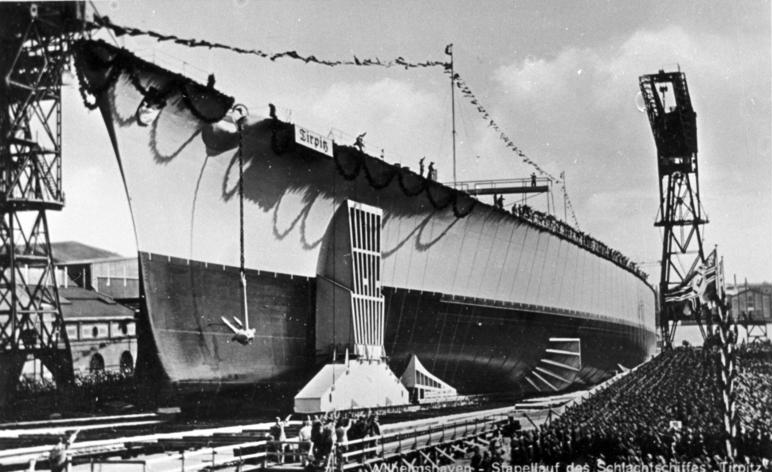
Botadura del Tirpitz el 1 de abril de 1939 en los astilleros Kriegsmarine de Wilhelmshaven.

El Bismarck fue puesto en grada en el astillero Blohm & Voss de Hamburgo el 1 de julio de 1936. Se le asignó el número de construcción 509 y el nombre de contrato Ersatz Hannover como reemplazo del viejo acorazado Hannover. Fue botado el 14 de febrero de 1939 en presencia de Adolf Hitler. La nieta del canciller Otto von Bismarck, de quien recibió el buque su nombre, fue la encargada de bautizarlo. Del mismo modo que otros buques capitales alemanes, al Bismarck se lo dotó originalmente con una proa recta, pero la experiencia con otros buques reveló la necesidad de una proa redondeada, que le fue instalada durante el proceso de acondicionamiento. Fue puesto en comisión en la flota el 24 de agosto de 1940 bajo mando del capitán de navío Ernst Lindemann. Tres semanas después el acorazado partió de Hamburgo para comenzar sus pruebas de mar en el Mar Báltico y retornó en diciembre para los acondicionamientos finales. Realizó pruebas y ensayos adicionales en el Báltico entre marzo y abril y fue puesto en activo el mes siguiente.
La quilla del Tirpitz fue puesta en grada en el astillero Kriegsmarine de Wilhelmshaven el 20 de octubre de 1936 con el número de construcción 126. Había sido encargado con el nombre de contrato Ersatz Schleswig-Holstein para sustituir al obsoleto acorazado Schleswig-Holstein. Recibió su nombre del Gran Almirante Alfred von Tirpitz, arquitecto de la Flota de Alta Mar, la fuerza naval del Imperio Alemán en la Primera Guerra Mundial. Su hija, Frau von Hassel, bautizó el buque el 1 de abril de 1939. Los trabajos de acondicionamiento duraron hasta febrero de 1941 y el 25 del mismo mes el Tirpitz fue puesto en comisión en la flota. Realizó una serie de pruebas de mar, primero en el Mar del Norte y después en el Báltico.

## Historial de servicio

### Bismarck
Tras la incorporación del Bismarck a la flota se hicieron planes para una incursión en el Atlántico norte. La operación requería en un principio una fuerza compuesta por el Bismarck, el Tirpitz y los acorazados Scharnhorst y Gneisenau. El Tirpitz no estaría activo hasta mayo de 1941 y el Scharnhorst estaba en reparaciones, por lo que la fuerza quedó reducida a Bismarck, Gneisenau y el crucero pesado Prinz Eugen. Sin embargo, el Gneisenau fue dañado por bombarderos británicos en el puerto de Brest, y se decidió que emprendieran la salida solo el Bismarck y el Prinz Eugen. El almirante Günther Lütjens recibió el comando de los dos buques.
En la mañana del 19 de mayo el Bismarck partió de Gotenhafen con destino al Atlántico norte. Atravesando los estrechos daneses Bismarck y Prinz Eugen fueron avistados por el crucero sueco HMS Gotland, y la noticia pasó de la armada sueca al agregado naval británico en Estocolmo. La Real Fuerza Aérea británica realizó un reconocimiento aéreo del fiordo noruego en que habían fondeado los barcos alemanes para confirmar la noticia. Estando en Noruega el almirante Lütjens falló inexplicablemente en el repostaje de las 1000 t de fuel que el Bismarck había gastado en la primera etapa del viaje.

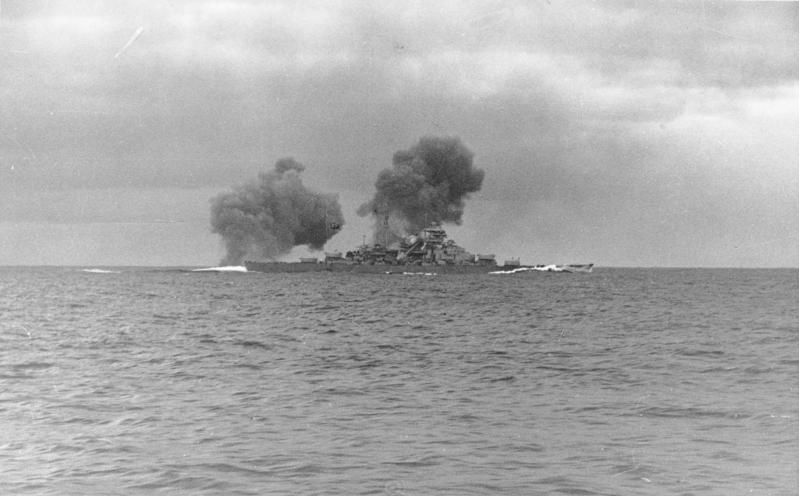
El Bismarck durante el combate contra el Hood y el Prince of Wales.

Hacia el 23 de mayo Bismarck y Prinz Eugen habían alcanzado el Estrecho de Dinamarca, entre Islandia y Groenlandia. Esa noche los cruceros británicos Suffolk y Norfolk combatieron brevemente contra el Bismarck antes de alejarse a una distancia segura para seguir a los buques germanos. A las 06:00 del día siguiente los observadores alemanes avistaron los mástiles del crucero de batalla Hood y del nuevo acorazado Prince of Wales. Los buques británicos abrieron fuego primero mientras navegaban proa a los alemanes y después iniciaban un viraje que los colocara en paralelo al Bismarck y el Prinz Eugen. Los artilleros de los cuatro buques comenzaron a acercar sus salvas a los objetivos enemigos y durante el giro de las naves británicas al menos uno de los proyectiles perforantes de 380 mm del Bismarck penetró uno de los pañoles de munición de popa del Hood a través de su delgada cubierta y causó una brutal explosión que lo partió en dos y provocó su hundimiento inmediato. De una tripulación de 1421 hombres solo sobrevivieron tres. Los barcos alemanes concentraron entonces sus andanadas en el Prince of Wales, que se tuvo que retirar. Sin embargo, el Bismarck no escapó indemne: un impacto directo de un obús del Prince of Wales había perforado su proa y provocado el embarque de más de 2000 toneladas de agua. Otro proyectil le provocó una importante pérdida de aceite que facilitó el seguimiento de los barcos británicos.
Después de retirarse, el Prince of Wales se unió al Norfolk y el Suffolk. Estos barcos combatieron brevemente contra el Bismarck a las 16:00 del mismo día, aunque ninguno hizo blanco. Para entonces, diecinueve barcos de la armada británica se habían unido a la caza de los alemanes: seis acorazados y cruceros de batalla, dos portaaviones y numerosos cruceros y destructores. Tras el segundo combate con el Prince of Wales, Lütjens separó al Prinz Eugen para que continuara la operación mientras el Bismarck ponía rumbo a puerto. Poco antes de la medianoche del 24 de mayo un grupo de aviones torpederos Fairey Swordfish del portaaviones Victorious atacaron al Bismarck. Los pocos daños causados por sus torpedos y la alta velocidad del acorazado dañaron las reparaciones temporales en las vías de agua que tenía el Bismarck. Su velocidad bajó a 16 nudos (30 km/h) para reducir las inundaciones y permitir a los equipos de reparación fijar las vías reabiertas.

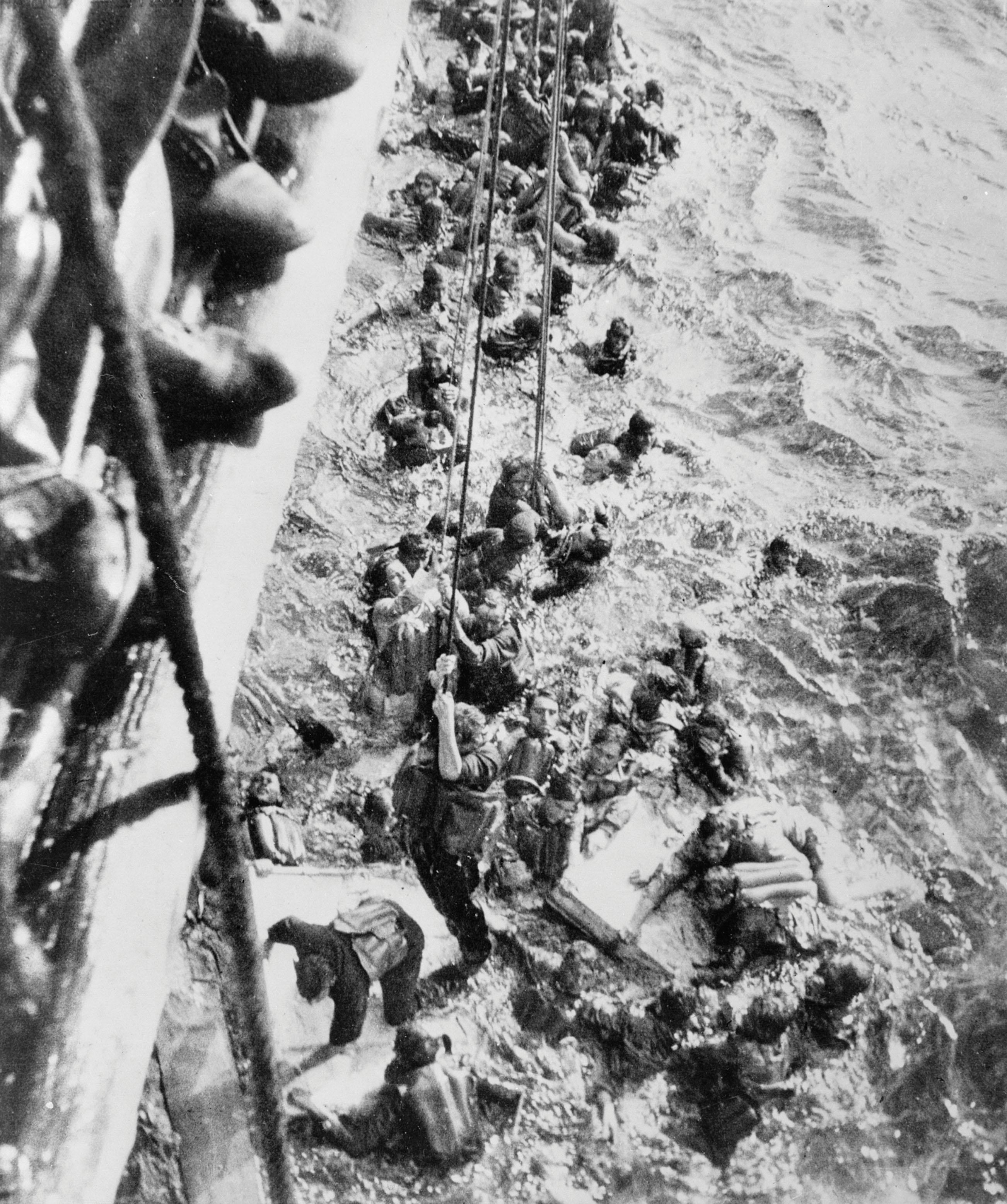
Supervivientes del Bismarck intentando subir al HMS Dorsetshire.

Temprano el 25 de mayo el acorazado alemán intentó perder a sus perseguidores trazando un gran círculo que lo colocó tras ellos. La exitosa maniobra sorprendió a los británicos, que emprendieron su búsqueda hacia el oeste. A pesar del movimiento, el almirante Lütjens ignoraba que había evadido a sus perseguidores, y envió varias transmisiones de radio que fueron interceptadas por los británicos y utilizadas para averiguar su posición aproximada. Debido a los daños sufridos por su nave Lütjens decidió dirigirse a un puerto de la Francia ocupada en lugar de continuar con la misión, pero en la mañana del 26 de mayo un hidroavión británico PBY Catalina avistó al Bismarck a unos 1280 km al noroeste de Brest. El buque germano navegaba a una velocidad que le permitiría llegar bajo el paraguas protector de las aeronaves de la Luftwaffe y los U-boot en solo veinticuatro horas. Las únicas fuerzas británicas lo suficientemente cercanas para detenerlo eran el portaaviones Ark Royal y su escolta, el crucero de batalla Renown. Aproximadamente a las 20:30 una formación de quince torpederos Swordfish procedentes de este portaaviones lanzó un ataque sobre el Bismarck, al que hicieron tres impactos: los dos primeros no le infligieron daños importantes, pero el último atascó los timones de estribor. Los daños no pudieron reparase y el acorazado comenzó a girar en círculos, a merced de sus perseguidores.
Una hora después del ataque de los Swordfish, Lütjens transmitió la siguiente señal al Grupo de Comando Naval Oeste: «Barco imposible de maniobrar. Lucharemos hasta el último proyectil. Larga vida al Führer.» A las 08:47 de la mañana siguiente el acorazado Rodney abrió fuego, seguido del King George V. El Bismarck les respondió tres minutos después, pero a las 09:02 un obús de 406 mm del Rodney destrozó sus torretas traseras, y media hora después también fueron silenciadas las delanteras. Sobre las 10:15 ambos barcos británicos habían cesado su fuego y el Bismarck era una ruina en llamas. Los británicos tenían poco fuel, pero el acorazado alemán aún no se había hundido. El crucero Dorsetshire le disparó varios torpedos y el buque germano comenzó a escorar a babor. Aproximadamente al mismo tiempo que recibía el impacto de los torpedos, la tripulación de la sala de máquinas del Bismarck detonó cargas para echarlo a pique. Todavía hay un importante debate sobre la causa última del hundimiento del acorazado germano. En cualquier caso, solo 110 hombres fueron rescatados con vida antes de que los británicos se retiraran por el aviso de la presencia en la zona de U-boots. Otros cinco supervivientes fueron rescatados por barcos alemanes.

### Tirpitz

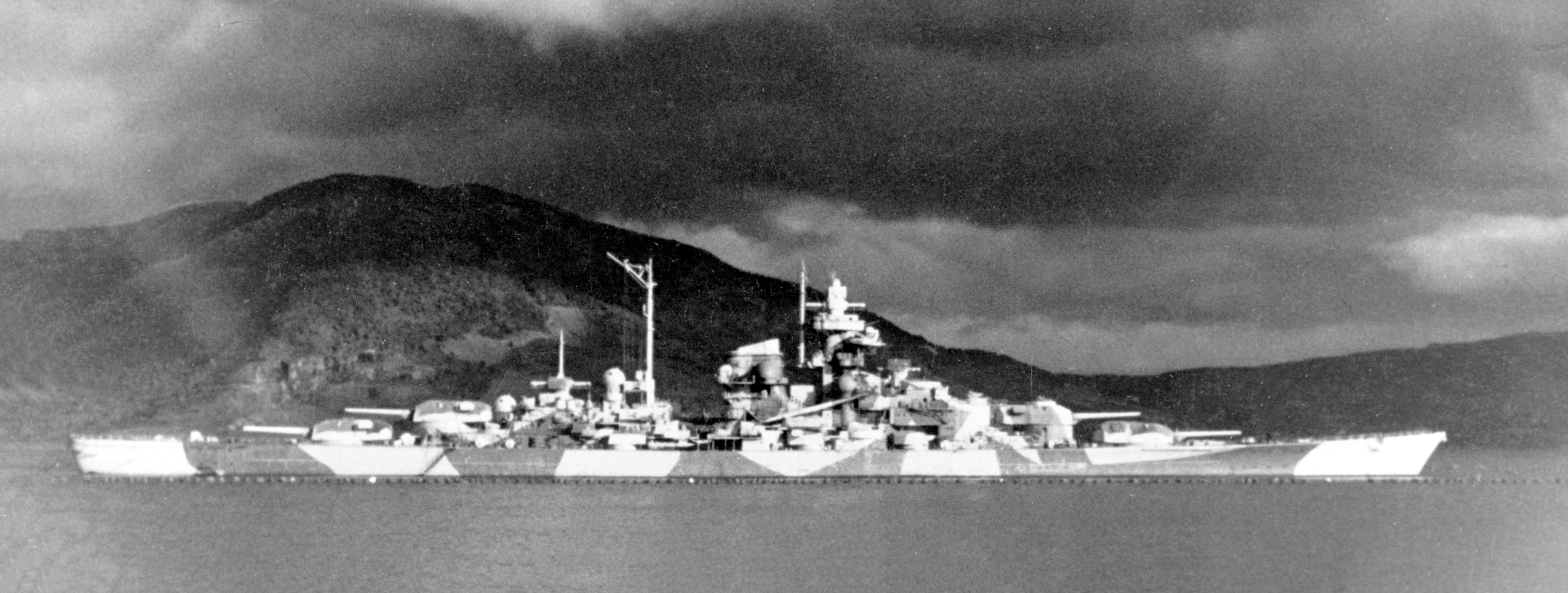
El Tirpitz en el fiordo de Alta, Noruega.

La primera misión del Tirpitz tras ser puesto en activo fue actuar como fuerza disuasoria ante un posible intento de escape de la Flota Báltica Soviética tras la invasión alemana de la Unión Soviética. Al acorazado se unieron el crucero pesado Admiral Scheer y los cruceros ligeros Leipzig, Nürnberg y Köln. La fuerza patrulló unos días frente a las Islas de Åland antes de retornar a Kiel. El 14 de enero el Tirpitz dejó aguas alemanas en dirección a Noruega, a donde llegó el 17.
El 6 de marzo el acorazado y una escolta de tres destructores emprendieron una incursión contra los convoyes aliados con destino en la Unión Soviética, en concreto los transportes PQ-12 y QP-8, pero las inclemencias climatológicas les impidieron hallarlos. Sin embargo, los británicos sí lograron localizar al Tirpitz, y el portaaviones Victorious lanzó un ataque compuesto por doce bombarderos Fairey Albacore. Los atacantes fueron repelidos y no hicieron ningún blanco al acorazado alemán. El Tirpitz y los destructores estaban de vuelta en puerto el día 12. Esta acción del portaaviones británico llevó a Hitler a ordenar que el Tirpitz no atacara otro convoy si su portaaviones de escolta no había sido hundido o deshabilitado.
En los siguientes dos meses la RAF británica emprendió una serie de infructuosos bombardeos contra el Tirpitz mientras permanecía amarrado en el Faettenfjord. El primero, compuesto por treinta y cuatro bombarderos Handley Page Halifax, tuvo lugar el 31 de marzo. Le siguieron dos ataques sucesivos en los días 28 y 29 de abril, el primero con cuarenta y tres y el segundo con treinta y cuatro bombarderos Halifax y Avro Lancaster. La combinación del mal tiempo y el fuego antiaéreo alemán hicieron fracasar los tres intentos británicos de hundir el acorazado alemán. Durante el verano de 1942 el Tirpitz fue reparado en el Faettenfjord, donde no existían infraestructuras apropiadas y los trabajos se tuvieron que hacer gradualmente. Entre otras cosas, hubo de construirse un cajón estanco alrededor del timón para sustituirlo. Los historiadores navales William Garzke y Robert Dulin afirman que «las reparaciones de este barco fueron una de las hazañas de ingeniería naval más difíciles de toda la Segunda Guerra Mundial.»
En enero de 1943 el Tirpitz había terminado sus lentas reparaciones y fue transferido al fiordo de Alta, donde participó en operaciones de entrenamiento extensivo con el Scharnhorst y el crucero pesado Lützow que duraron hasta mediados de año. A comienzos de septiembre Tirpitz, Scharnhorst y diez destructores bombardearon la isla de Spitzbergen, que servía de estación de repostaje a los británicos. Ambos acorazados destruyeron sus objetivos y regresaron indemnes al fiordo de Alta tras la que había sido para el Tirpitz la primera ocasión en que disparaba sus cañones principales contra objetivos enemigos. Sin embargo, a fines de septiembre seis minisubmarinos británicos atacaron al acorazado alemán mientras estaba anclado. Dos de ellos colocaron cargas bajo él y sus explosiones lo dañaron de gravedad. Se necesitaron seis meses y 1000 hombres para llevar a cabo las reparaciones necesarias, que se dieron por terminadas en marzo de 1944.

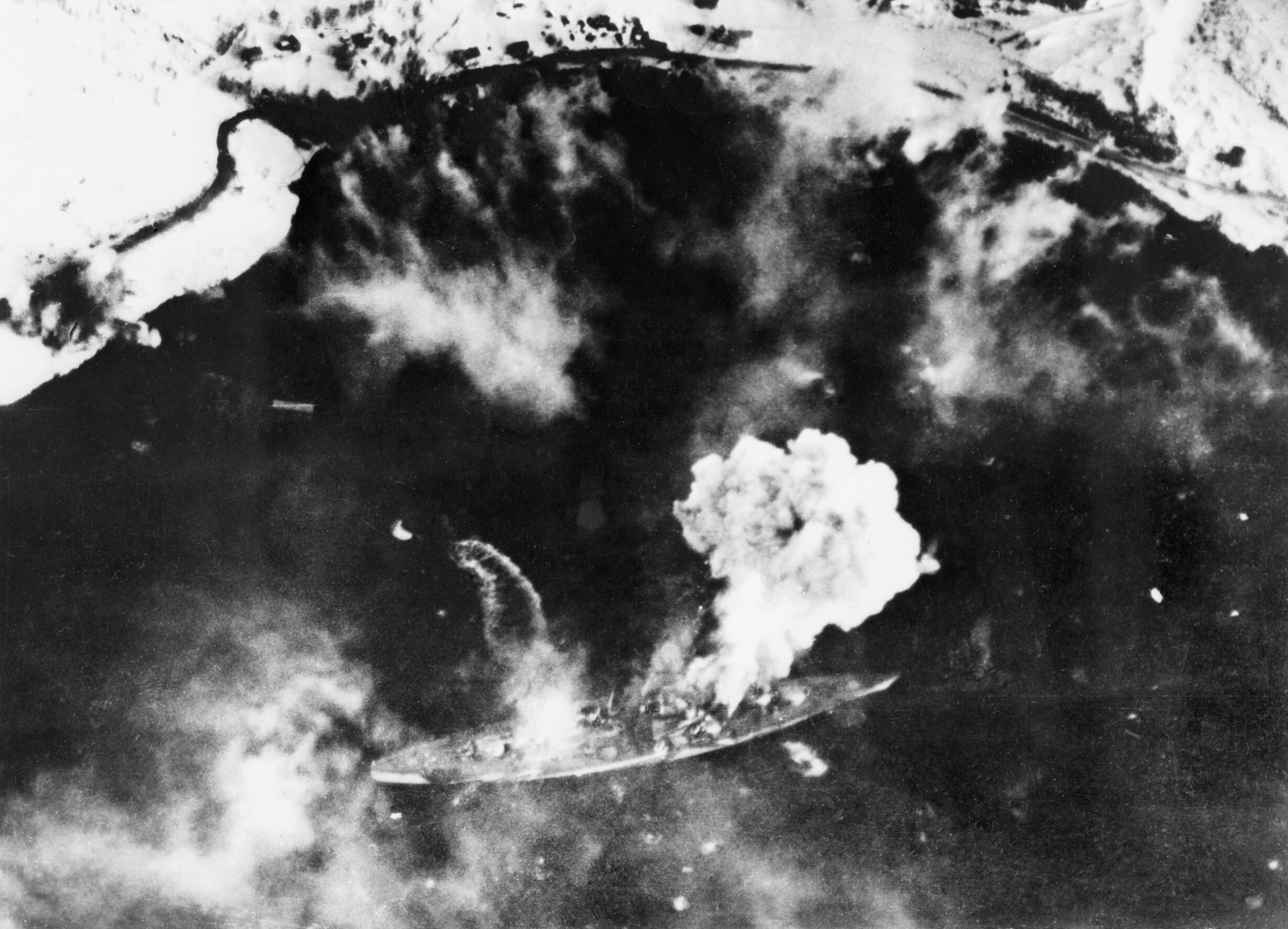
El Tirpitz bajo ataque de bombarderos Barracuda el 3 de abril de 1944.

Los británicos retomaron sus ataques nada más terminar las reparaciones del acorazado. El 3 de abril de 1944 la Real Armada lanzó la Operación Tungsten, en la que cuarenta cazas y cuarenta bombarderos Barracuda procedentes de seis portaaviones bombardearon al Tirpitz, al que hicieron quince impactos que causaron numerosos daños, 122 muertos y más de 300 heridos. La armada británica intentó repetir los ataques tres semanas después, pero el mal tiempo se lo impidió. La Operación Brawn, otro ataque de fuerzas procedentes de portaaviones, se desarrolló el 15 de mayo con inclemencias climatológicas, al igual que otro intento el día 28. La Operación Mascot, conducida por los portaaviones Victorious, Furious e Indefatigable el 17 de julio, fue también cancelada por la espesa niebla. La armada británica volvió a intentar hundir el Tirpitz con la serie de ataques Goodwood a fines de agosto, pero ninguno de sus ataques aéreos, cuatro en total, le causaron daños definitivos al buque germano.

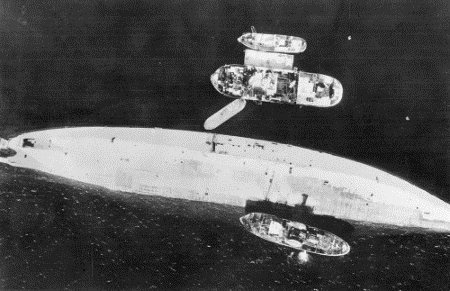
El Tirpitz volcado.

La tarea de hundir el Tirpitz pasó entonces a la Real Fuerza Aérea británica, que lo intentó con tres ataques aéreos desarrollados por bombarderos cargados con las enormes bombas Tallboy, de 5400 kg de peso. El primero, la Operación Paravane, fue lanzada el 15 de septiembre por veintisiete Lancaster que colocaron un único impacto de Tallboy en la proa del acorazado. El proyectil atravesó todo el casco y explotó contra el fondo marino, causando la inundación de 1500 t de agua y deshabilitando el acorazado. Un mes después, el 15 de octubre, el acorazado fue movido a la isla Haaköy, frente a Tromsø, para ser usado como batería de artillería flotante. El 29 de ese mes los ingleses pusieron en marcha la operación Obviate, con treinta y dos Lancaster que solo consiguieron inundar un poco más el maltrecho acorazado alemán. El último ataque, la operación Catechism, se desarrolló el 12 de noviembre de 1944. Más de treinta Lancaster dejaron caer sus proyectiles Tallboy, dos de los cuales impactaron de lleno en el Tirpitz y le causaron daños fatales. Tras escorar ostensiblemente, uno de los pañoles de munición del acorazado explotó y lo hizo zozobrar con gran pérdida de vidas: 1204 hombres murieron en el ataque, 806 consiguieron escapar a nado y 82 fueron rescatados del interior del casco volcado. El pecio fue gradualmente desguazado in situ entre 1948 y 1957.